# Arianna Rocca
Arianna Rocca (Genova, 31 maggio 1996) è un'ex ginnasta italiana, per tre volte consecutive campionessa italiana al volteggio, dal 2012 al 2014.

## Carriera sportiva

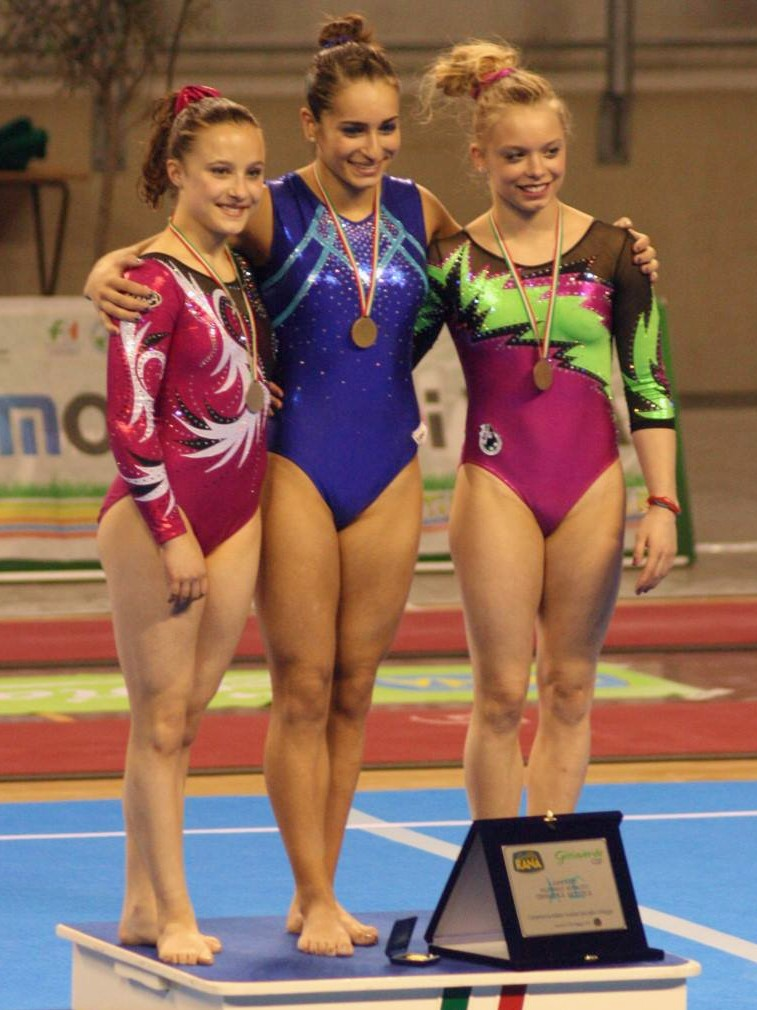
Il podio della finale al volteggio agli Assoluti di Ancona 2013: Arianna Rocca tra Serena Bugani e Giulia Leni.

### Carriera junior
Arianna Rocca comincia la pratica della ginnastica artistica, sport già praticato dal fratello, all'età di due anni e mezzo, presso la società A.S.D. Centro Ginnico Ansaldo di Sestri Ponente, poi passa alla Forza e Virtù di Novi Ligure.
A partire dal 2009 la Rocca partecipa a competizioni internazionali vestendo la maglia azzurra per la nazionale juniores.
Nel 2009 la squadra femminile ha vinto la serie B salendo in A2 e ottenendo il terzo posto in Coppa Italia.
Nel 2011 partecipa agli Assoluti di Meda 2011 classificandosi al terzo posto al volteggio.

### 2012
Nella stagione 2012, con la squadra della Forza e Virtù composta da Marta Novello, Carlotta Necchi, Giulia Gemme e Valentina Massone, la Rocca conquista la Serie A1.
Agli Assoluti di Catania 2012 vince il titolo nazionale al volteggio (13,950 punti) davanti ad Adriana Crisci, e si classifica al 4º posto alla trave, dietro a Vanessa Ferrari.

### 2013
La stagione 2013 vede la prima partecipazione al campionato di serie A1.
Al Trofeo Città di Jesolo partecipa in una formazione sperimentale della nazionale, e si piazza al secondo posto al volteggio con un punteggio di 14,125, dietro alla statunitense Simone Biles classificatasi prima con un punteggio di 15,350.
Agli Assoluti di Ancona 2013 riconferma il titolo di campionessa italiana al volteggio con 14,025 punti, davanti a Serena Bugani (13,900) e Giulia Leni (13,750); alla trave conquista la finale per il secondo anno consecutivo, ottenendo anche una medaglia d'argento con 13,250 punti, dietro ad Elisabetta Preziosa (14,250).

### 2014
Partecipa al campionato di serie A1 2014 con la Forza e Virtù, concluso al 4º posto (alle spalle di Brixia Brescia, Olos Gym 2000 e GAL Lissone), qualificandosi per la Golden League.
Il 31 maggio compete ai campionati assoluti 2014 svoltisi ad Ancona, dove si qualifica alle finali per trave e volteggio. Difende il titolo al volteggio, diventando per il terzo anno consecutivo campionessa italiana in questa specialità, con 14,200 punti; riesce a conquistare per il secondo anno l'argento alla trave (13,600), preceduta soltanto da Elisa Meneghini.
Partecipa a settembre alla Golden League come individualista, ottiene la medaglia d'oro al volteggio, si classifica settima alla trave e ottava al corpo libero.

### 2015: Trofeo Città di Jesolo, Serie A, Trofeo 4 Nazioni
Partecipa a tutte e quattro le tappe di Serie A con la Forza e Virtù 1892.
Nel mese di Marzo, la Rocca compete al Trofeo Città di Jesolo, dove vince la medaglia d'argento al volteggio con un punteggio di 14,500 dietro Simone Biles con 15,525.
Il 30 maggio 2015, a Torino, Arianna indossa nuovamente la maglia azzurra nel "Trofeo 4 Nazioni", rassegna internazionale che ha visto l’Italia sfidare le rappresentative di Colombia, Romania e Russia. L'Italia rappresentata da Elisa Meneghini (Ginnastica Artistica Lissonese), Giorgia Campana (C.S. Esercito), Alessia Leolini (Giglio Montevarchi), Lavinia Marongiu (La Fenice), Sofia Bonistalli (Casellina), Tea Ugrin (Artistica ’81) e Arianna Rocca (Forza e Virtù 1892), chiude al secondo posto con 218.000 punti dietro alla Russia(224,850 punti) e davanti alla Romania (215,650 punti).

### 2016: Serie A, Assoluti di Torino
Arianna partecipa nuovamente alla serie A, la sua squadra si classifica al quarto posto nella prima e nella terza tappa, al sesto posto nella seconda tappa, e al quinto posto nell'ultima tappa.
Partecipa agli assoluti dove non compete alle parallele, vince un argento pari merito con Martina Rizzelli e dietro ad Asia D'Amato, arriva settima in finale alla trave e quarta in finale al corpo libero.

### 2017: Serie A, Campionati Italiani Gold, Campionati italiani assoluti
Nella prima tappa di Serie A la Rocca e le compagne Desiree Carofiglio, Emma Novello, Marta Novello e Carlotta Necchi vincono una medaglia di bronzo, risultato che replicano nella terza tappa, mentre nella seconda e nella quarta tappa riescono a salire fino al secondo gradino del podio.
A fine maggio partecipa ai campionati italiani Gold, dove si classifica terza nell'all-around dietro a Sara Ricciardi e Nicole Terlenghi, prima al volteggio lasciandosi alle spalle la compagna di allenamenti Marta Novello, quarta in finale alle parallele e seconda in finale al corpo libero dietro a Sara Ricciardi e davanti a Susanna Rota.
Partecipa poi ai campionati italiani assoluti di Perugia, dove si qualifica per la finale a volteggio che conclude in terza posizione dietro ad Asia D'Amato e Desiree Carofiglio.
Alla fine dei campionati assoluti Arianna annuncia il suo ritiro dall'attività agonistica per dedicarsi all'attività di volontaria in Africa.